# کولانی، حاجی‌قبول
کولانی، حاجی‌قبول (به ترکی آذربایجانی: Kolanı) یک منطقهٔ مسکونی در جمهوری آذربایجان است که در شهرستان حاجی‌قبول واقع شده‌است. کولانی ۱٬۹۴۴ نفر جمعیت دارد.